# 데얀 사비체비치
데얀 사비체비치(세르비아어: Дејан Савићевић, Dejan Savićević, 1966년 9월 15일 ~ )는 유고슬라비아의 축구 선수로 유고 연방이 분리된 이후에는 몬테네그로 국적을 취득하였다.
선수 시절 국가대표로서는 유고슬라비아의 1990년 FIFA 월드컵 8강 진출, 클럽에서는 츠르베나 즈베즈다의 유러피언컵 1990-91 우승, AC 밀란의 챔피언스리그 1993-94 우승 주역으로 화려한 경력을 쌓았다. 1990년대 대표적인 판타지 스타들 중 한 명이자 유고슬라비아 최고의 축구 스타이며 영웅이었다.

## 경력

#### 레드 스타
- 유고슬라비아 1부 : 1989–90, 1990–91, 1991–92
- 유고슬라비아 컵 : 1989-90, 1998-99
- 유로피언컵 : 1990-91
- 인터컨티넨탈컵 : 1991

#### AC밀란
- 세리에 A : 1992–93, 1993–94, 1995–96
- 수페르코파 이탈리아나 : 1993, 1994
- 유로피언컵 : 1993-94
- 유로피언 슈퍼컵 : 1994

### 개인
- 발롱도르 2위 : 1991
- 레드 스타 올해의 선수 : 1991
- 유고슬라비아 올해의 운동 선수 : 1991
- 유고슬라비아 올해의 축구 선수 : 1995
- AC밀란 명예의 전당